# Marco Migliorini
Marco Migliorini (Peschiera del Garda, Italia, 3 de enero de 1992) es un futbolista italiano, juega como defensa central y su actual equipo es el Novara de la Serie C de Italia.

## Trayectoria
Nacido en Peschiera del Garda, provincia de Verona, Migliorini comenzó su carrera en A.C. ChievoVerona. Fue parte del equipo Sub-17 en la temporada 2008-09. Pasó una temporada y media con el equipo de reserva desde 2009 hasta enero de 2011. El 15 de enero de 2011, Migliorini se fue a Brno.

### Chieti
El 11 de octubre de 2011, el Chieti de la cuarta división italiana completó la burocracia para fichar a Migliorini. Jugó inmediatamente en la ronda 9. En total, solo se perdió 4 veces de los 34 partidos posibles (ronda 9 a 42) en la temporada 2011-12, incluido uno debido a la cuarta amonestación. Esa temporada también fue seleccionado para los representantes del grupo B de la segunda división, perdiendo ante la primera división A en el 2012 del Cuadrangular de la Lega Pro Tournament. En abril de 2012 fue incluido en el equipo italiano Sub-20 de la Lega Pro para un torneo juvenil en Dubái, venciendo a Al-Shabab en la final. También jugó el partido de pos-temporada contra San Marino, ganando 8-0.

### Torino
El 7 de julio de 2012, Migliorini firmó directamente con el Torino F.C. por 280.000 € en un contrato de 3 años. Llevaría la camiseta número 53 del primer equipo. Sin embargo, tuvo problemas para entrar al equipo debido al buen nivel del italiano Angelo Ogbonna y el polaco Kamil Glik, que eran los centrales titulares del club.

### Como
El 4 de enero de 2013 Migliorini fue vendido al Calcio Como de Turín, y Simone Maugeri paso del Como a Piemonte.
Migliorini se perdió la primera mitad de la temporada 2013-14 de la Lega Pro Prima Divisione debido a una lesión. El 1 de febrero de 2014 se rescindió el contrato de mutuo acuerdo.

### Juve Stabia
El 15 de junio de 2014 fue fichado por el entrenador Giuseppe Pancaro para la Juve Stabia en un contrato de 2 años. Impresionó en su primera temporada en el club llevándolo al tercer puesto en la Serie C y llegando a los playoffs de la Serie B, sin embargo, Juve Stabia perdió el ascenso después de perder el partido de los playoffs 5-4 en los penaltis ante Bassano Virtus después de un empate 1-1 el 17 de mayo de 2015.
Después de las especulaciones que lo vinculaban con un posible fichaje por el Tottenham Hotspur, el 19 de julio de 2015, el director deportivo de la Juve Stabia, Pasquale Logiudice, confirmó que el recién ascendido Carpi F.C. 1909 y el Leeds United de la Championship estaban interesados en fichar al jugador.

### Salernitana
En agosto de 2018, firmó con Salernitana.

### Novara
El 4 de octubre de 2020 se fue a Novara.

## Selección nacional
En abril de 2012 representó al equipo italiano Sub-20 de la Lega Pro en un torneo juvenil en Dubái. También jugó contra San Marino Sub-21, ganando 8-0.

## Clubes
| Club                 | País            | Año       | Part. | Goles |
| -------------------- | --------------- | --------- | ----- | ----- |
| F. C. Zbrojovka Brno | República Checa | 2011      | 5     | 0     |
| Chieti               | Italia          | 2011-2012 | 30    | 3     |
| Torino               | Italia          | 2012-2013 | 0     | 0     |
| Como                 | Italia          | 2013-2014 | 10    | 0     |
| Juve Stabia          | Italia          | 2015-2016 | 33    | 1     |
| Avellino             | Italia          | 2016-2018 | 43    | 0     |
| Salernitana          | Italia          | 2018-2020 | 53    | 1     |
| Novara.              | Italia          | 2020-Act. | 0     | 0     |
| Total                | Total           | Total     | 174   | 5     |